# Марко Корнелије Цетег
Марко Корнелије Цетег (лат. Marcus Cornelius Cethegus, до 196. п. н. е.) био је римски политичар, војсковођа и конзул за време Другога пунскога рата. Познат је по политичкој подршци, коју је пружао свом славном рођаку Сципиону Африканцу. Као проконзул у Цисалпинској Галији победио је Магона Барку 203. п. н. е. у бици у Падској низији.

## Прве функције
Изабран је 213. п. н. е. за курулнога едила заједно са својим рођаком Сципионом Африканцем, који је тада био млађи него што се очекивало за ту функцију. Исте године изабран је за понтифекса максимуса (врховнога свештеника) уместо премилулога Луција Корнелија Лентула. Изабран је 211. п. н. е. за претора Апулије. Касније је отишао на Сицилију, где се показао као успешан администратор.

## Цензор
Изабран је за цензора 209. п. н. е. заједно са Публијем Семпронијем Тудитаном. Био је то преседан обзиром да ниједан од њих двојице није пре тога био конзул. Дошло је до свађе двојице цензора приликом избора принцепса Сената. Обично би се на ту позицију именовао најстарији бивши цензор. Цетег се залагао за настаријега цензора Тита Манлија Торквата, али Тудитан је имао право избора и изабрао је Фабија Максима. Био је то преседан, да се прекида са традицијом да најстарији бивши цензор постаје принцепс Сената. Од тада правило се мења, па најистакнутији бивши цензор постаје принцепс Сената. То је касније омогућило и Сципиону Африканцу да постане принцепс Сената много раније. Цензори су због кукавичлука код Кане казнили многе витезове одузимањем коња. Спровео је први комплетни луструм након почетка Другога пунскога рата.

## Конзул
Изабран је за конзула 204. п. н. е. заједно са Публијем Семпронијем Тудитаном. Изабран је по свој прилици, да би помогао свом рођаку Сципиону Африканцу. Као провинцију добио је Етрурију. Магон Барка се 205. п. н. е. искрцао у Лигурији са циљем да веже део римске војске и омета римске планове о инвазији Картагине. Успешно је потакао Лигуре, Гале и део Етрураца против римске доминације. Цетег је као конзул имао великих проблема у Етрурији да спречи велику побуну, коју су Етрурци припремали против Римљана. Етрурци су се надали да ће се уз помоћ Магона Барке ослободити римске хегемоније. Марко Корнелије Цетег је дао да се суди и погуби или протера много етрурских аристократа, за које се сумњало да кују заверу против Римљана.

## Победа над Магоном Барком
Током 203. п. н. е. био је проконзул у Цисалпинској Галији. Проконзул Марко Корнелије Цетег и претор Публије Квинтилије Вар кренули са са 4 легије против Магона Барке. До одлучне битке дошло је недалеко од данашњега Милана на земљи Инсумбра. Обе стране распоредиле су своју војску у две линије. Две римске легије биле су распоређене у предњој линији и њима је командовао Публије Квинтилије Вар, а друге две легије и коњица биле су распоређене одотрага. Цетег је командовао са две легије друге линије. Вар је са прве две легије безуспешно покушавао да разбије картагињанску линију, а онда се римска војска нашла под притиском. Вар је са 3.000 до 4.000 коњаника покушао да заустави Картагињане, али Магон је уз помоћ слонова разбио римску коњицу, па је послао нумиђанску коњицу за пораженом римском коњицом. Римска пешадија је после тога тешко страдала од слонова. До преокрета у бици дошло је када је Марко Корнелије Цетег у битку увео легије друге линије. Слонове су засули сулицама, па је већина слонова пала, а преостали слонови су се окренули на своју војску. Магон је у битку увео Гале, али Римљани су потукли Гале и након тога Картагињани су почели да узмичу у поретку. Када је рањен Магон Барка уследила је паника и тежак пораз Картагињана.

## Вешт оратор
Био је познат као велики даровити оратор. Еније га помиње као некога ко је био обдарен великом моћи уверавања. Хорације га два пута помиње као ауторитет за латински језик. Умро је 196. п. н. е.